# Municipio de Santiago Sochiapan
El municipio de Santiago Sochiapan es un municipio perteneciente a la región del Papaloapan en el estado de Veracruz, México. “Xochiapa” que significa “lugar de las flores". En la antigüedad existían una gran variedad de flores antes de llegar a la comunidad.

## Límites
El municipio se localiza en las coordenadas 19°39′N 95°44′O / 19.650, -95.733.
Posee una extensión de 400.4 km², que representa el 0.55% del total estatal y cuenta como límites al:
- Norte: El municipio de Playa Vicente.
- Sur: El municipio de San Juan Lalana del Estado de Oaxaca.
- Este: El municipio de Playa Vicente.
- Oeste: el municipio de Santiago Jocotepec, Oaxaca.

## Orografía
El 20 % de la superficie se dedica a la actividad agrícola y forestal y el 80 % a la ganadería, con indicadores de ocupación de tres cabezas de ganado por hectárea. La superficie total de la jurisdicción territorial municipal es de 40’044-19-18 ha, constituidas por un total de 816 predios de los cuales 643 tienen construcción y 62 son baldíos 110 son rústicos de particulares y un baldío urbano no catastratado, quedando pendiente de confirmar la propiedad rústica ejidal. El municipio se encuentra ubicado en un área de transición que va de la Sierra Oriental a la llanura aluvial.

## Hidrografía
Se encuentra regado por manantiales. Arroyos como el de Cruz Verde, el Cajón, el arroyo Xochiapa, que pasa a ser el río de Santa Teresa.

## Clima
Su clima es cálido, va de húmedo a subhúmedo, con una temperatura media anual de 25.9 °C. Su precipitación media anual es de 2,024 milímetros.

## Actividad económica
Principales sectores, productos y servicios:

### Agricultura
El municipio cuenta con una superficie de 40. 04 hectáreas, el 20% se dedica a la actividad agrícola y forestal.
La actividad agrícola se reduce a la siembra y cultivo de maíz, fríjol, chile, tomate de cáscara calabaza, sandía y café en este orden de importancia se da la producción, considerando que aproximadamente el 15 % de la población rural y ejidal se dedica a esta actividad.
En esta región se da también la producción frutícola constituida principalmente por cítricos como la naranja, mandarina, naranja pomela, toronja y limón, los cuales solo se aprovechan para consumo local y el resto se desecha en los propios campos por lo incosteable que resulta sacarlos al mercado regional o a los centros de abasto; se produce también en menor escala el mango, plátano, yuca y camote.
El municipio cuenta con una superficie de 40. 04 hectáreas, el 20% se dedica a la actividad agrícola y forestal.

### Ganadería
El 80 % de la superficie municipal se dedica a la actividad ganadera

### Industria
No se cuenta con plantas industriales o similares.

### Turismo
Tienen posibilidades de explotación en actividades recreativas-turísticas “La Laguna del Paraíso” el “Puente Colgante de Santa Teresa”, el “Río la Lana Tatahuicapa” y los bosques aledaños a las más importantes localidades del municipio.

## Perfil sociodemográfico

### Vivienda
Las viviendas típicas se construyen con techos de palma, paredes de adobe manufacturado tradicionalmente de barro y pasto, columnas de horcones (troncos de árboles), paredes de tablas de madera; secundariamente usan block de cemento, láminas de zinc,techos de losa.
De acuerdo a los resultados que presenta el II Conteo de Población y Vivienda del 2005, en el municipio cuentan con un total de 29,031,693 viviendas de las cuales 29,031,679 son particulares.

### Servicios públicos
| Servicios Públicos                     | 100% | 75% | 50% | 25%                                            | 0% |
| -------------------------------------- | ---- | --- | --- | ---------------------------------------------- | -- |
| Alumbrado público                      |      |     | X   |                                                |    |
| Mantenimiento de drenaje               |      |     |     | X                                              |    |
| Recolección de basura y Limpia pública |      |     |     | X                                              |    |
| Seguridad pública                      |      |     |     | X                                              |    |
| Pavimentación                          |      |     |     | X ( Solo una porción de la cabecera municipal) |    |
| Mercados y Centrales de abasto         |      |     |     | X                                              |    |
| Rastros                                |      |     |     |                                                | X  |
| Servicios de parques y jardines        |      |     |     | X                                              |    |
| Monumentos y fuentes                   |      |     |     |                                                | X  |
| Agua potable                           |      |     |     | X                                              |    |

### Medios de comunicación
La única carretera asfaltada y operando en óptimas condiciones es la que comunica a la cabecera municipal (Xochiapa) al entronque de la carretera Tuxtepec-Palomares en una extensión de 5 km. Otras en condiciones rehabilitada la que va de Xochiapa a Boca del Monte con una extensión de 2.5 km aproximadamente; todos los demás caminos que comunican a la cabecera municipal con sus localidades, comunidades y rancherías son de terracería.

### Grupos étnicos
Existen en el municipio hablantes de lengua indígena. La principal lengua indígena es el zapoteco. En menor medida hay grupos chinantecos y mixes. De acuerdo a los resultados que presenta el II Conteo de Población y Vivienda del 2005, en el municipio habitan un total de 7,639 personas. El 70% que habla alguna lengua indígena.

### Evolución demográfica
Para el año 2000, la población era de 3,800 habitantes. De acuerdo a los resultados que presenta el II Conteo de Población y Vivienda del 2005,  el municipio cuentan con un total de 7,639 habitantes. Para 2010, la población era de 12,409 habitantes. Para 2020, la población ascendió a 13,062 habitantes, compuesto por un 51.65% de mujeres y 48.35% de hombres.

## Religión
La religión Cristiana es la predominante.
Se encuentra dividida entre las siguientes congregaciones: católica, evangélica, y otras.

## Historia
Por decreto de 2 de agosto de 1873 se crea el municipio de Playa Vicente; el 15 de diciembre de 2003 se crea por decreto el municipio de Santiago Sochiapan, estableciéndose la cabecera municipal en la congregación de Xochiapa
El pueblo de Xochiapa fue fundado entre los años 1600 – 1650, quienes lo fundaron fueron personas que provinieron de la sierra de Oaxaca para asentarse en esta región en busca de mejores condiciones de vida. Estas personas eran 100 % zapotecas y fueron quienes nombraron a esta localidad, que hoy es la cabecera municipal.
Por el origen de sus fundadores, anónimos por cierto, la lengua predominante en la localidad de Xochiapa y en toda la jurisdicción municipal es el zapoteco, hablándose minoritariamente el chinanteco en las comunidades de Cruz Verde y San Gabriel la Chinantla; el Mixe en Arroyo Santa María y San Cristóbal.
Actualmente el idioma español se ha extendido como lengua propia debido a que las generaciones actuales se han ido incorporando a una sociedad culturalmente más desarrollada, principalmente debido al acceso que se tiene a los medios de divulgación académica, científica y tecnológica.
Xochiapa tiene grabada en su historia la pesadilla que vivieron en el año de 1910, se trata de la revolución armada en la que, disperso el núcleo de la población indígena de Xochiapa, se refugió al amparo de la selva.
Al volver los tiempos de paz, Xochiapa ya había perdido su población, es así que se derivan las poblaciones como, Santa Teresa, Nueva Era, Arroyo Zacate y Tatahuicapa, entre otras.
Cronología de Hechos
- 600 El pueblo de Xochiapa fue fundado por zapotecas provenientes de la sierra de Oaxaca.
- 1750 Existió Xochiapa como municipio autónomo en el que se resguardaban los archivos oficiales y de que en algún momento las personas del pueblo trasladaron estos archivos al Municipio vecino de Playa Vicente y que fue así que con ello supeditaron la gestión a la autonomía de Playa Vicente.
- 1873 Se crea el municipio de Playa Vicente.
- 1965 Se construyó la Agencia Municipal con la cooperación de los pobladores de la localidad quienes individualmente aportaron cincuenta pesos y tardaron un año para concluirla.
- 1996 Se dio el primer intento fallido por conseguir la autonomía municipal por la vía del derecho.
- 2001 El pueblo de Xochiapa inició una serie de movilizaciones encabezadas por el Sr. Miguel Bautista Alonso para lograr la autonomía municipal.
- 2003 En el mes de diciembre, durante el gobierno del Lic. Miguel Alemán Velasco, Xochiapa es declarado Municipio Libre.
- 2004 El 26 de julio, se inició la construcción del actual Palacio Municipal y fue concluido en el mes de diciembre del mismo año.

## Principales localidades
Xochiapa, Boca del Monte (Guishé Doó), San Gabriel la Chinantla, Emiliano Zapata, La Unión Progreso Tatahuicapa, Santa Teresa (250 habitantes en 2010), Arroyo Colorado Cruz Verde y La ceiba nueva, Alfredo B Bonfil, san Cristóbal, Niños Héroes, Benito Juárez, Nuevo Boca del Monte, El Paraíso.[cita requerida]

## Fiestas tradicionales y danzas
Toda la gran diversidad de manifestaciones culturales autóctonas (indígenas y mestizas) logran su difusión a través del siguiente calendario.
2 de febrero: Fiesta de la Virgen de la Candelaria (festejo con danzas, banda de viento, jaripeo, toreadas, baile popular)
Marzo: Semana Santa (fecha variable) con banda, festejos religiosos y bailes populares.
Mayo: Días 2, 3 y 4 Xochiapa festividades de la Santa Cruz con encuentro de bandas y danzas tradicionales, mayordomía.
Día 22 Xochiapa Fiesta de Santiago de España con bandas, danzas, procesiones, mayordomía, bailes populares.
Junio: Días 12,13 y 14 Xochiapa: Fiestas de San Antonio de Padua, encuentros de Bandas y danzas.
Julio: Días 23, 24, 25 y 26 Xochiapa Fiesta de Santiago Apóstol
Septiembre: Día 15 y 16 Ceremonia del Grito de la Independencia con juegos pirotécnicos y bailes populares.
Octubre: en la localidad de Santa Teresa del 14 al 16 se celebra a Santa Teresa con misa, comida, mayordomía, calenda con música de banda, cantos y un espectáculo acrobático sobre la cuerda llamada “maroma”.
Noviembre: días 1 y 2 Todo santos con danza de muertos, altares. Chancletas, tamales y champurrados, pan de muerto.
Diciembre: el 8 de diciembre día de la inmaculada concepción en la ceiba nueva,
el 12 fiesta de la Virgen de Guadalupe, el 16 inicio de las posadas y el 31 fiesta de fin de año.

## Música
Bandas de Viento.

## Artesanías
Cerámica en la mayoría de sus comunidades.
Manufactura de comales y ollas de barro

## Gastronomía
Zona zapoteca:
- El tradicional caldo de fiesta con res y bolitas de masa llamadas patas de burro.
- Las Chancletas: Es una especie de tamal de masa envuelto en hoja de plátano.
- El mole Negro.

Zona chinanteca: Mole amarillo con res, pollo y cerdo, bastante picoso.